# Max von Diringshofen
Max Alexander Paul Ludwig von Diringshofen (* 14. Dezember 1855 in Arolsen; † 8. Oktober 1936 in Potsdam) war ein preußischer Generalleutnant.

## Leben

### Herkunft
Max entstammte der ursprünglich bürgerlichen, 1649 in den erblichen rittermäßigen Reichsadelsstand erhobenen Familie von Diringshofen. Er war Angehöriger der Linie Sabow, die dieses Gut 1654 erworben hatte. Er war der dritte Sohn des späteren preußischen Generalleutnants Karl von Diringshofen (1817–1890) und dessen Ehefrau Ida Pauline, geborene Jentsch (1823–1901).

### Militärkarriere

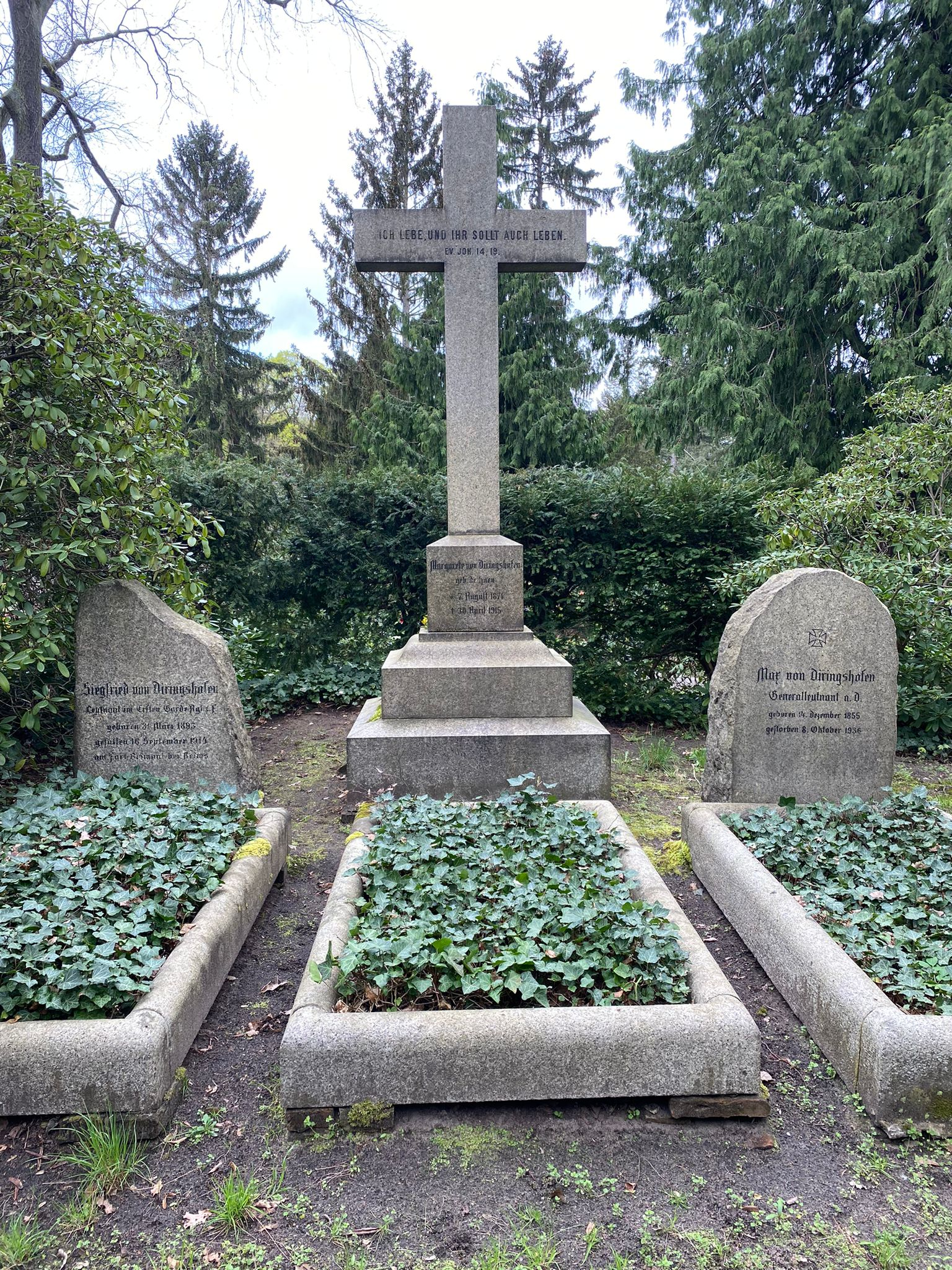
Grabstätte auf dem Neuen Friedhof Potsdam

Wie schon sein älterer Bruder Ernst (1849–1911) wählte auch er den Soldatenberuf. Er trat am 19. April 1873 aus dem Kadettenkorps kommend als Sekondeleutnant in das 6. Thüringische Infanterie-Regiment Nr. 95 der Preußischen Armee ein. Anfang März 1880 folgte seine Versetzung in das 5. Pommersche Infanterie-Regiment Nr. 42 sowie von Oktober 1880 bis September 1883 die Kommandierung an die Unteroffizierschule Potsdam. Zwischenzeitlich war Diringshofen am 1. April 1881 in das Infanterie-Regiment Nr. 132 in Glatz versetzt und am 14. April 1883 zum Premierleutnant befördert worden. Im Anschluss absolvierte er bis Juni 1886 die Kriegsakademie. Vom 1. April 1887 bis 22. März 1889 wurde er in den Großen Generalstab kommandiert und anschließend mit der Beförderung zum Hauptmann hierher versetzt.
Inzwischen Oberst, wurde Diringshofen am 10. April 1906 Kommandeur des Leib-Grenadier-Regiments „König Friedrich Wilhelm III.“ (1. Brandenburgisches) Nr. 8 in Frankfurt (Oder). Aus dieser Position erhielt er 1910 seinen Abschied.
Zu Beginn des Ersten Weltkrieges wurde er reaktiviert und avancierte bis zum Generalleutnant. Vom 26. Dezember 1914 bis zum 18. Juni 1916 war er Kommandeur der 5. Reserve-Division des III. Reserve-Korps im Mittelabschnitt der Ostfront. 1914 stand seine Division an der Rawka, im September 1915 an der Jasiolda und danach in Stellungskämpfen an der Schtschara.
Nach dem Krieg, wieder im Ruhestand, zog er in die im Jahre 1912 erbaute Villa von Diringshofen in Potsdam, die er 1929 wegen Vermögensverfall verkaufen musste. Diringshofen lebte dann mit seiner dritten Ehefrau in der Potsdamer Innenstadt. Er starb am 8. Oktober 1936 in Potsdam. Seine letzte Ruhestätte fand er auf dem Neuen Friedhof Potsdam.

### Familie
Diringshofen war dreimal verheiratet. Lediglich aus der zweiten, am 9. Juni 1892 in Hannover geschlossenen Ehe mit der reichen Industriellentochter Margarete de Haen (1871–1915), gingen zwei Söhne und zwei Töchter hervor. Tochter Ilse gründete mit Hans Klaus von Werder-Sagisdorf eine Familie. Der ältere Sohn war der bekannte Professor für Luft- und Raumfahrtmedizin Heinz von Diringshofen (1900–1967). Einer seiner Enkel ist Axel von Werder.